# Дибах
Дибах (њем. Diebach) општина је у њемачкој савезној држави Баварска. Једно је од 58 општинских средишта округа Ансбах. Према процјени из 2010. у општини је живјело 1.106 становника. Посједује регионалну шифру (AGS) 9571134.

## Географски и демографски подаци
Дибах се налази у савезној држави Баварска у округу Ансбах. Општина се налази на надморској висини од 394 метра. Површина општине износи 22,4 km². У самом мјесту је, према процјени из 2010. године, живјело 1.106 становника. Просјечна густина становништва износи 49 становника/km².

## Међународна сарадња
| Мјесто  | Држава    | Врста сарадње | Од    |
| ------- | --------- | ------------- | ----- |
| Шамбере | Француска | партнерство   | 1990. |
| Извор   |           |               |       |